# Beaux-Arts
Beaux-Arts é um estilo arquitectónico ensinado nas Escola de Belas Artes de Paris, especialmente a partir da década de 1830 até ao fim do século XIX. Inspirou-se nos princípios do neoclassicismo francês, mas também incorporou elementos gótico e renascentista, e materiais modernos, como ferro e vidro. Foi um estilo importante na França até o final do século XIX. Também teve uma forte influência na arquitetura dos Estados Unidos, por causa dos muitos arquitetos americanos proeminentes que estudaram na École des Beaux-Arts.
No Brasil, temos como exemplo o Theatro Municipal do Rio de Janeiro. O estilo foi amplamente utilizado em prédios públicos e durou das últimas décadas do século XIX até à década de 1920.

## História
O estilo Beaux-Arts evoluiu do classicismo francês do estilo Luís XIV, e então do neoclassicismo francês começando com o Estilo Luís XV e o Estilo Luís XVI. Os estilos arquitetônicos franceses antes da Revolução Francesa eram governados pela Académie royale d'architecture (1671–1793) e, depois da Revolução Francesa, pela seção de Arquitetura da Académie des Beaux-Arts. A Academia realizou o concurso para o Grande Prêmio de Roma de arquitetura, que ofereceu aos vencedores a chance de estudar a arquitetura clássica da antiguidade em Roma.
O neoclassicismo formal do antigo regime foi contestado por quatro professores da Academia, Joseph-Louis Duc, Félix Duban, Henri Labrouste e Léon Vaudoyer, que haviam estudado na Academia Francesa de Roma no final da década de 1820. Eles queriam romper com a formalidade estrita do estilo antigo, introduzindo novos modelos de arquitetura da Idade Média e do Renascimento. Seu objetivo era criar um estilo francês autêntico baseado em modelos franceses. Seu trabalho foi auxiliado a partir de 1837 pela criação da Comissão de Monumentos Históricos, chefiada pelo escritor e historiador Prosper Mérimée, e pelo grande interesse na Idade Média provocado pela publicação em 1831 de O Corcunda de Notre-Dame de Victor Hugo. Sua intenção declarada era "imprimir em nossa arquitetura um caráter verdadeiramente nacional".
O estilo conhecido como Beaux-Arts em inglês atingiu o ápice de seu desenvolvimento durante o Segundo Império (1852-1870) e a Terceira República que se seguiu. O estilo de ensino que produziu a arquitetura Beaux-Arts continuou sem grandes interrupções até 1968.
O estilo Beaux-Arts influenciou fortemente a arquitetura dos Estados Unidos no período de 1880 a 1920.

## Treinamento
O treinamento Beaux-Arts enfatizou os principais exemplos da arquitetura imperial romana entre Augusto e os imperadores Severianos, renascença italiana e modelos barrocos franceses e italianos especialmente, mas o treinamento poderia então ser aplicado a uma gama mais ampla de modelos: Frentes de palácio florentino do Quattrocento ou Gótico tardio francês. Arquitetos americanos da geração Beaux-Arts frequentemente voltavam aos modelos gregos, que tinham uma forte história local no Revival grego americano do início do século XIX. Pela primeira vez, repertórios de fotografias complementaram desenhos em escala meticulosa e representações de detalhes no local.
O treinamento em Beaux-Arts fez grande uso de agrafes, fechos que ligam um detalhe arquitetônico a outro; à interpenetração de formas, hábito barroco; à "arquitetura falada" (arquitetura parlante), na qual a suposta adequação do simbolismo poderia ser levada a extremos literais.
O treinamento em Beaux-Arts enfatizou a produção de esboços conceituais rápidos, desenhos de apresentação em perspectiva altamente acabados, atenção especial ao programa e detalhamento experiente. As considerações do local incluíram o contexto social e urbano.
Todos os arquitetos em formação passaram pelas etapas obrigatórias - estudar modelos antigos, construir analos, análises reproduzindo modelos gregos ou romanos, estudos de "bolso" e outras etapas convencionais - na longa competição pelos poucos lugares desejáveis na Académie de France à Roma (alojada na Villa Medici) com requisitos tradicionais de envio em intervalos dos desenhos de apresentação chamados envois de Rome.

## Características

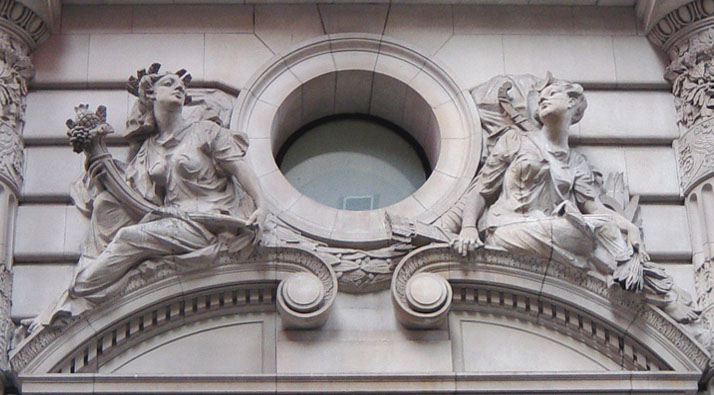
Decoração de edifícios Beaux-Arts com imagens das deusas romanas Pomona e Diana. Note o naturalismo das posturas e a rusticação canalizada da cantaria.
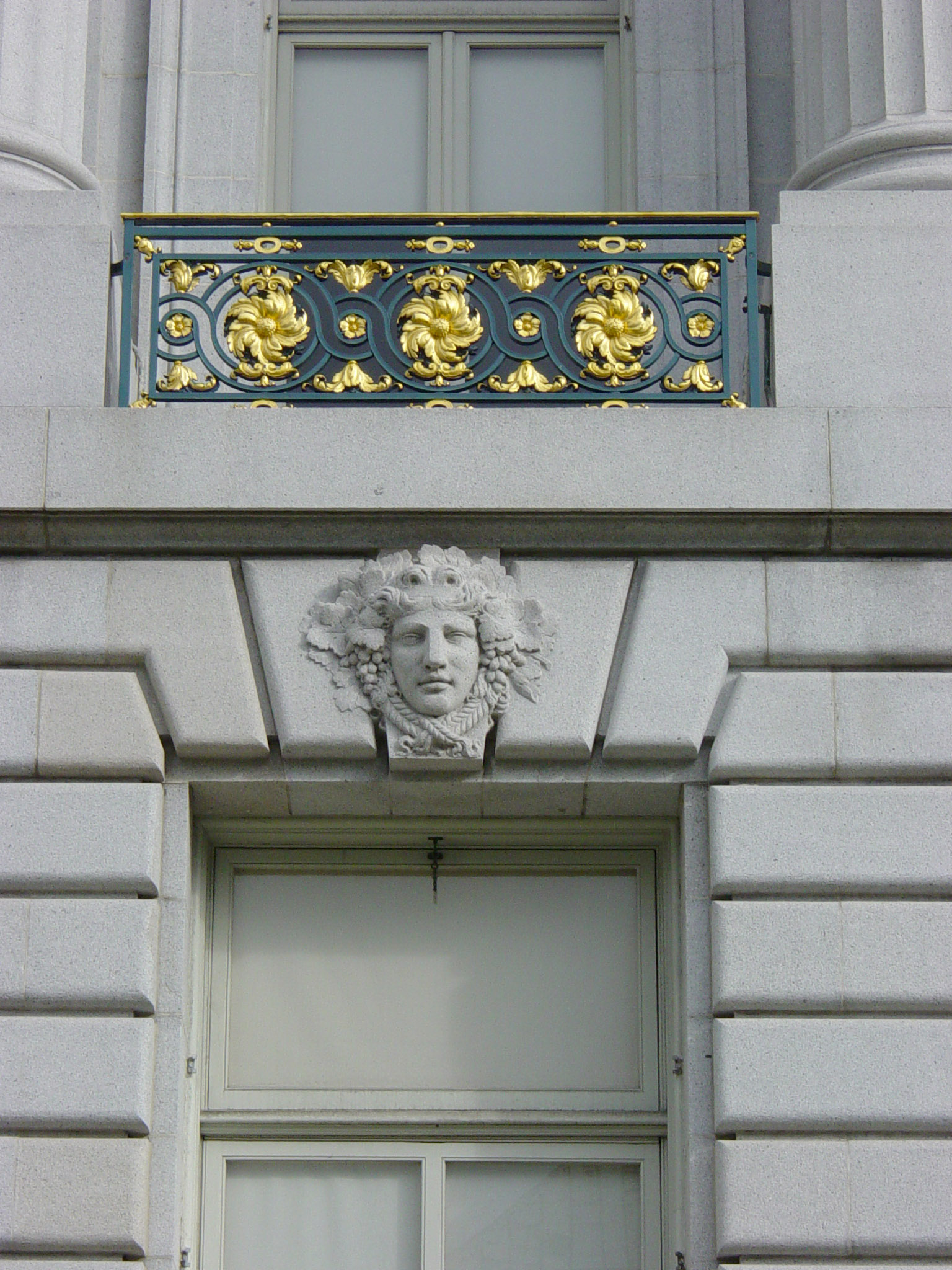
Mascarões masculinos e femininos alternados decoram as pedras angulares da Prefeitura de São Francisco

A arquitetura Beaux-Arts dependia da decoração escultórica em linhas modernas conservadoras, empregando fórmulas barrocas e rococós francesas e italianas combinadas com acabamento impressionista e realismo. Na fachada mostrada acima, Diana agarra a cornija em que se senta em uma ação natural típica das Beaux-Arts na integração da escultura com a arquitetura.

Detalhes um pouco excessivamente escalonados, consoles escultóricos de apoio arrojados, ricas cornijas profundas, grinaldas e enriquecimentos escultóricos no acabamento mais ousado que o cliente poderia pagar deram emprego a várias gerações de modeladores arquitetônicos e escultores de origens italianas e da Europa Central. Um senso de idioma apropriado no nível do artesão apoiou as equipes de design dos primeiros escritórios de arquitetura verdadeiramente modernos.

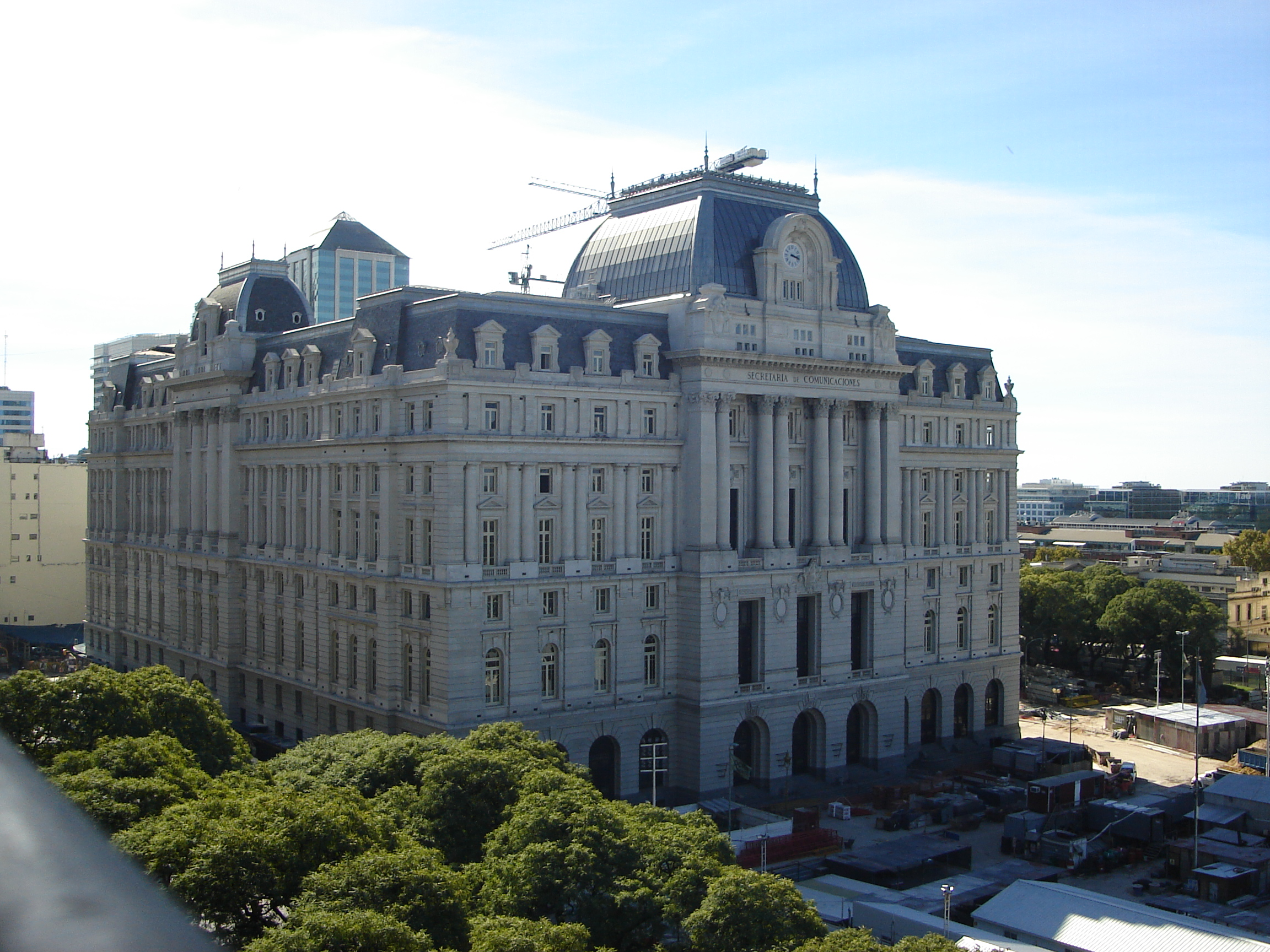
Centro Cultural na Argentina

As características da arquitetura Beaux-Arts incluem:
- Telhado plano;
- Rústico e criado primeiro andar;
- Hierarquia de espaços, de "espaços nobres" - grandes entradas e escadas - a utilitários;
- Janelas arqueadas;
- Portas arqueadas e frontais;
- Detalhes clássicos: referências a uma síntese de estilos historicistas e uma tendência ao ecletismo; fluentemente em uma série de "maneiras";
- Simetria;
- Estatuária, escultura (painéis em baixo-relevo, esculturas figurais, grupos escultóricos), murais, mosaicos e outras obras de arte, todos coordenados no tema para afirmar a identidade do edifício;
- Detalhes arquitetônicos clássicos: balaustradas, pilastras, festões, cártulas, acrotéria, com uma exibição proeminente de fechos ricamente detalhados (agrafes), suportes e consoles de suporte;
- sutil policromia.

## Exemplos de arquitetura Beaux-Arts por país

### França

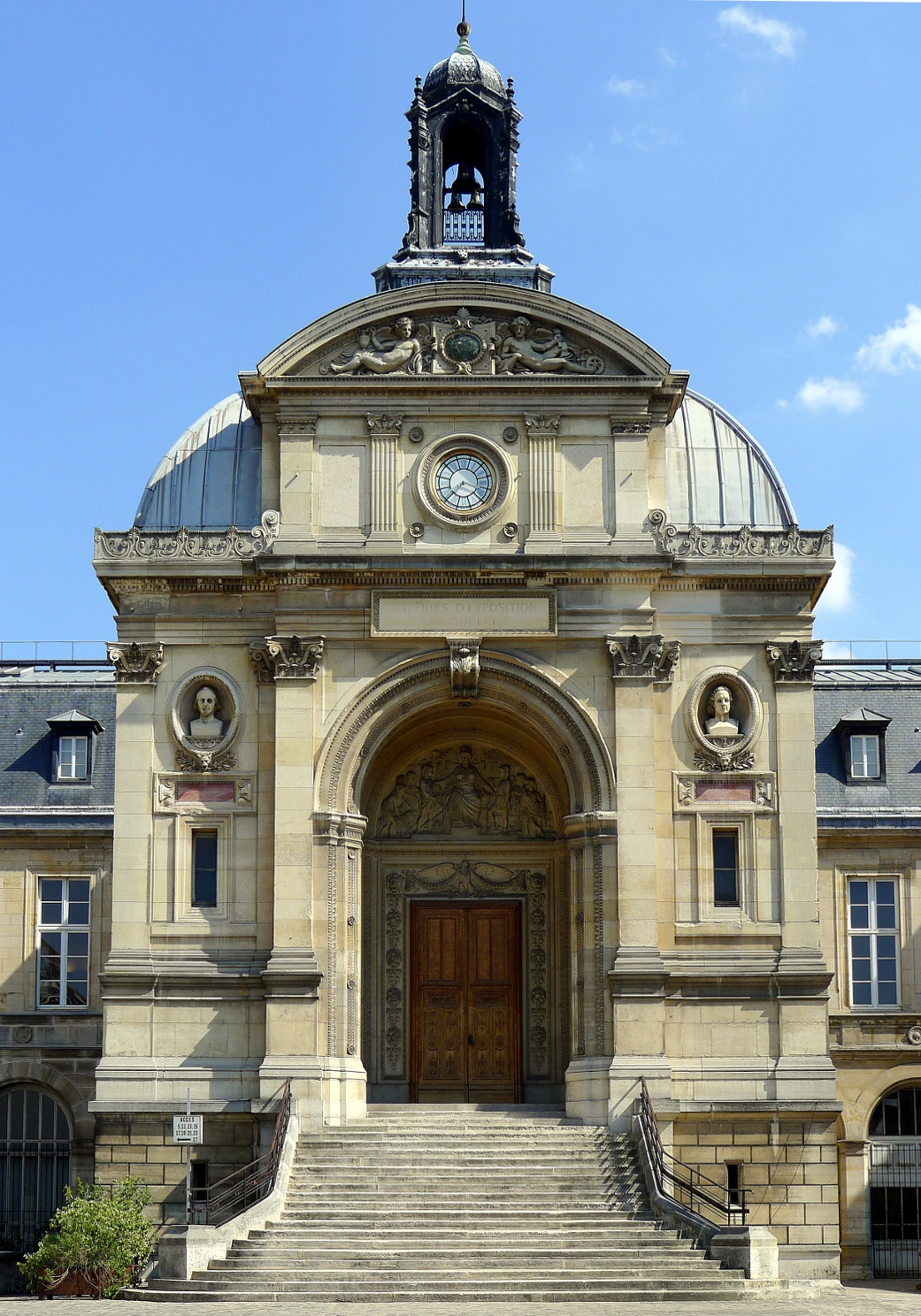
O Conservatoire national des arts et métiers de Léon Vaudoyer (1838–67)
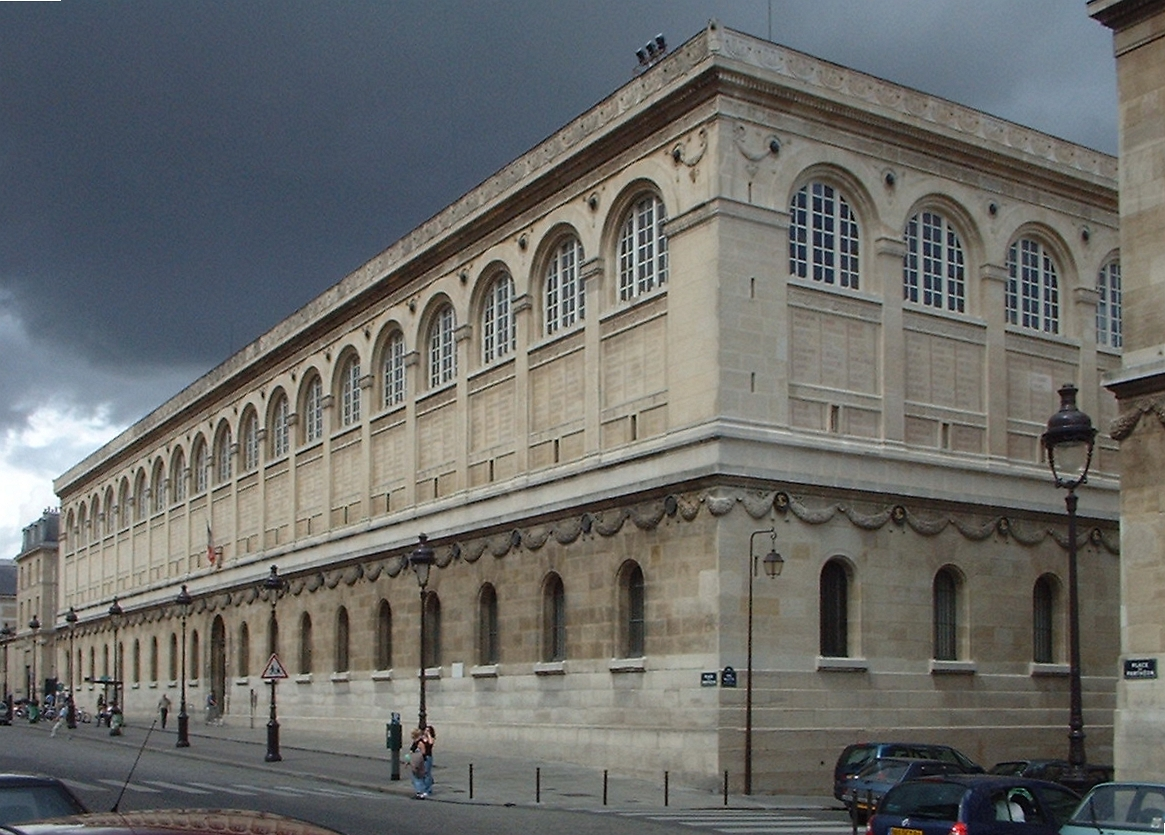
O Sainte-Geneviève Library de Henri Labrouste (1844–50)
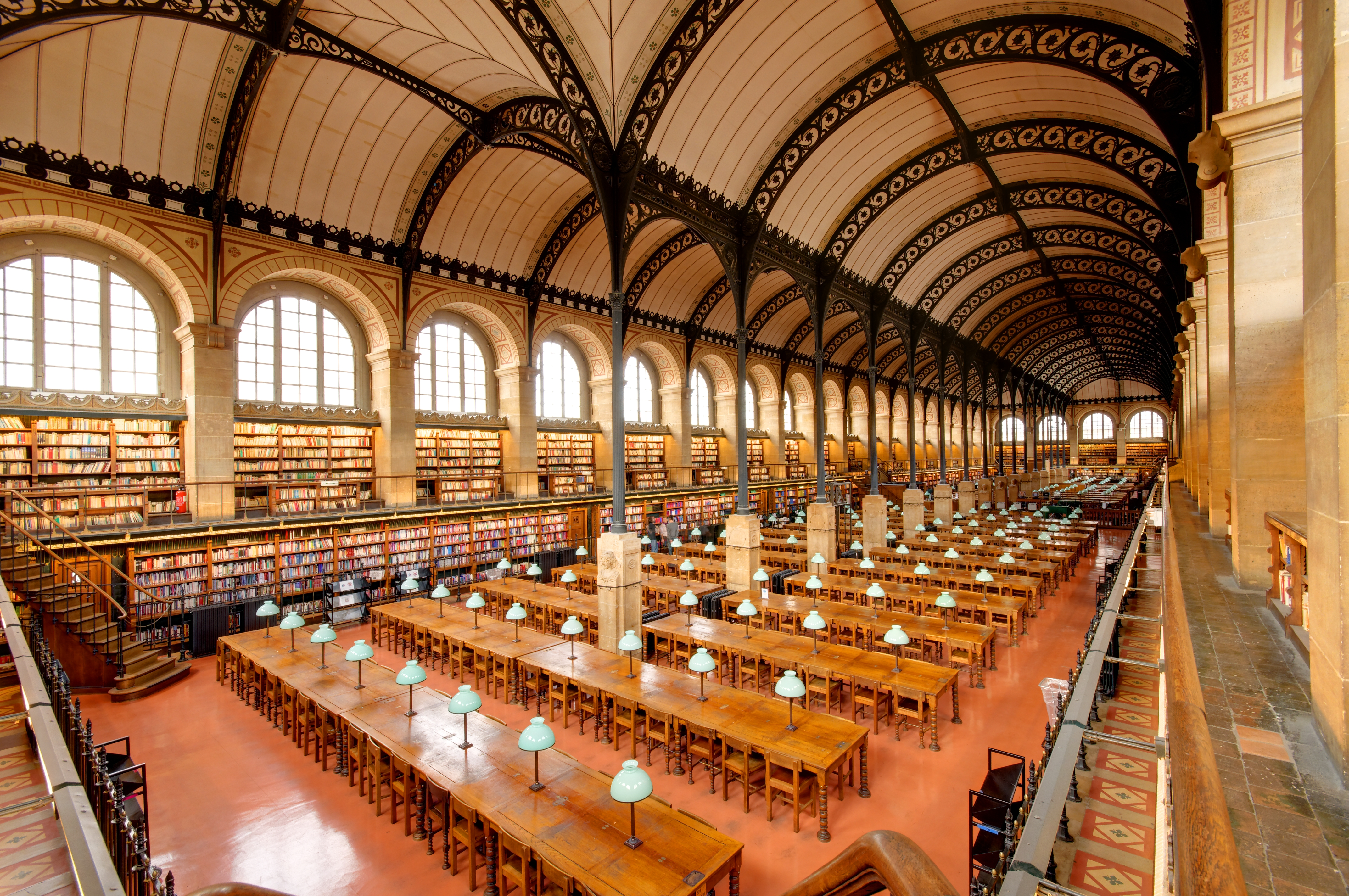
Interior de Sainte-Geneviève Library de Henri Labrouste (1844–50)
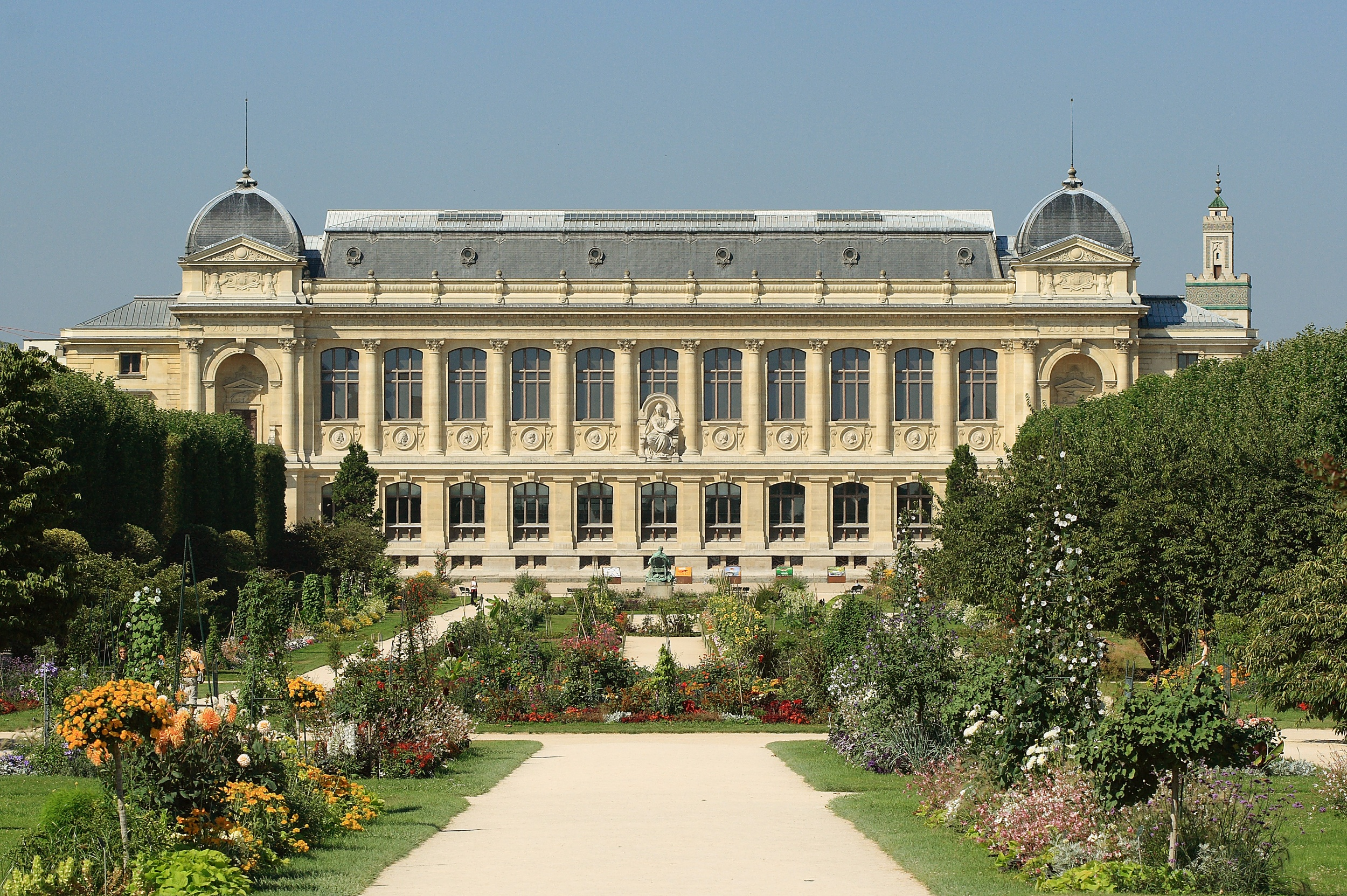
Museu de História Natural, Paris por Louis-Jules André (1877-1889)
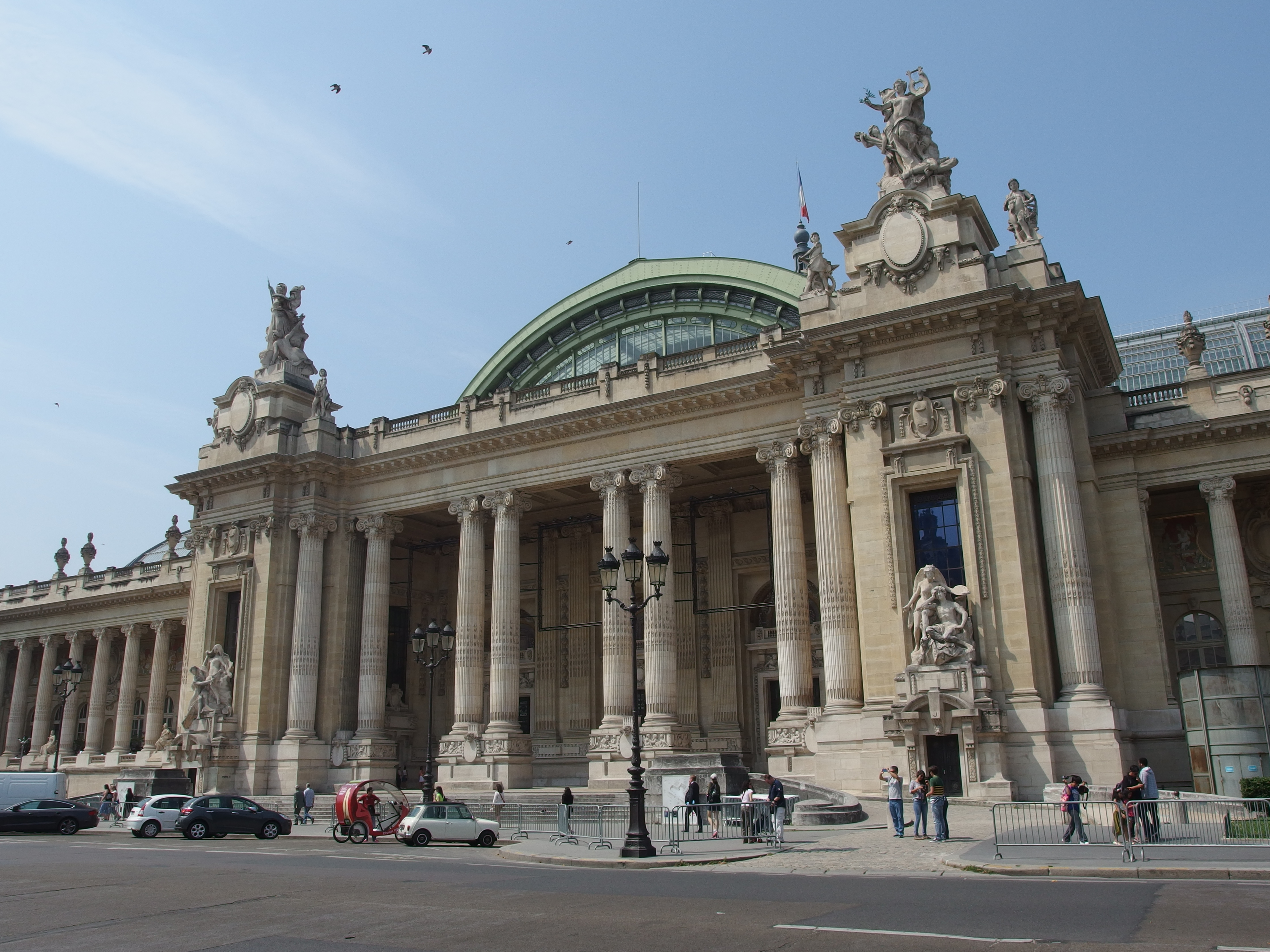
O Grand Palais. Paris (1897–1900)

### Estados Unidos

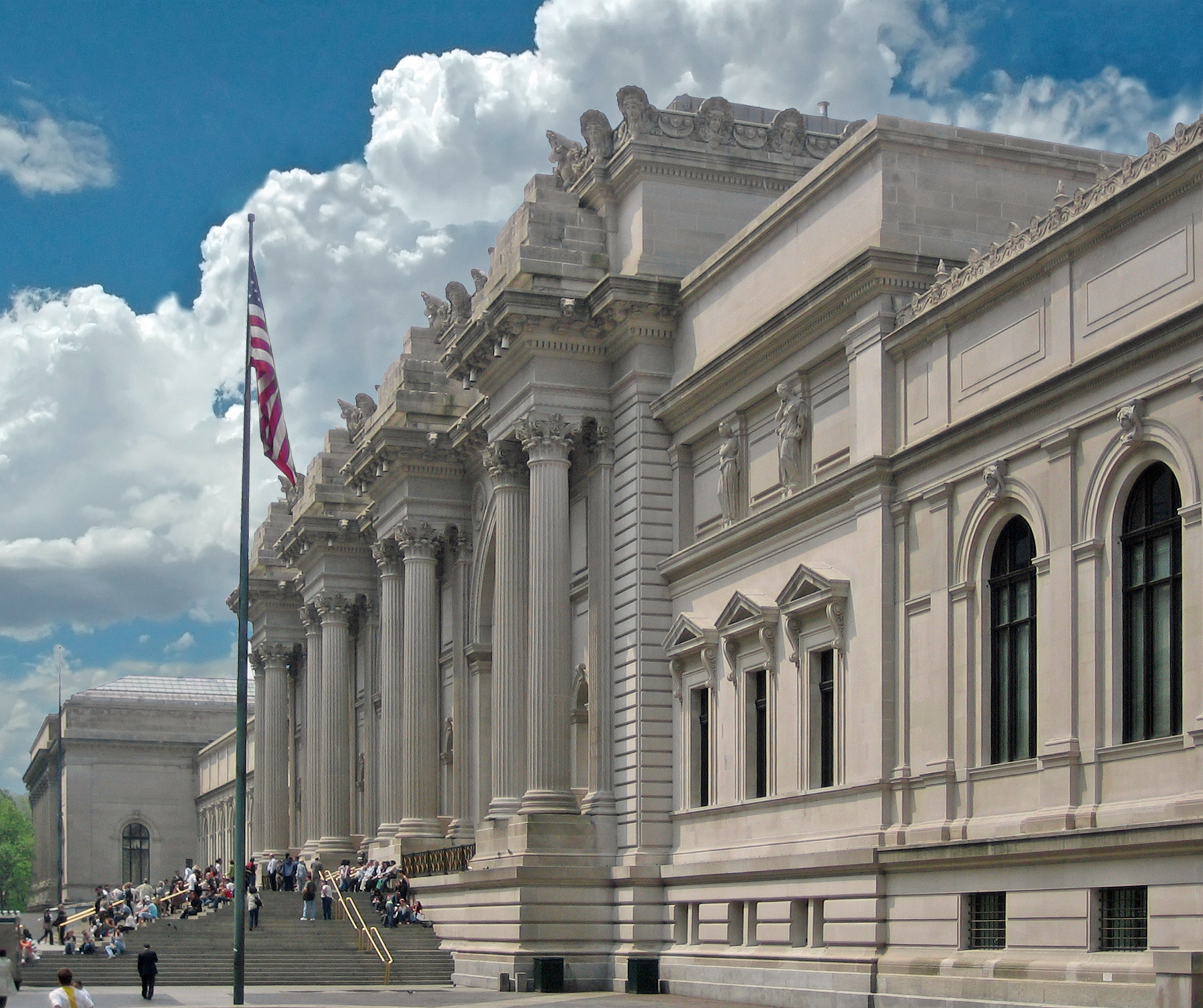
Fachada do Metropolitan Museum of Art, New York, de Richard Morris Hunt (1902)
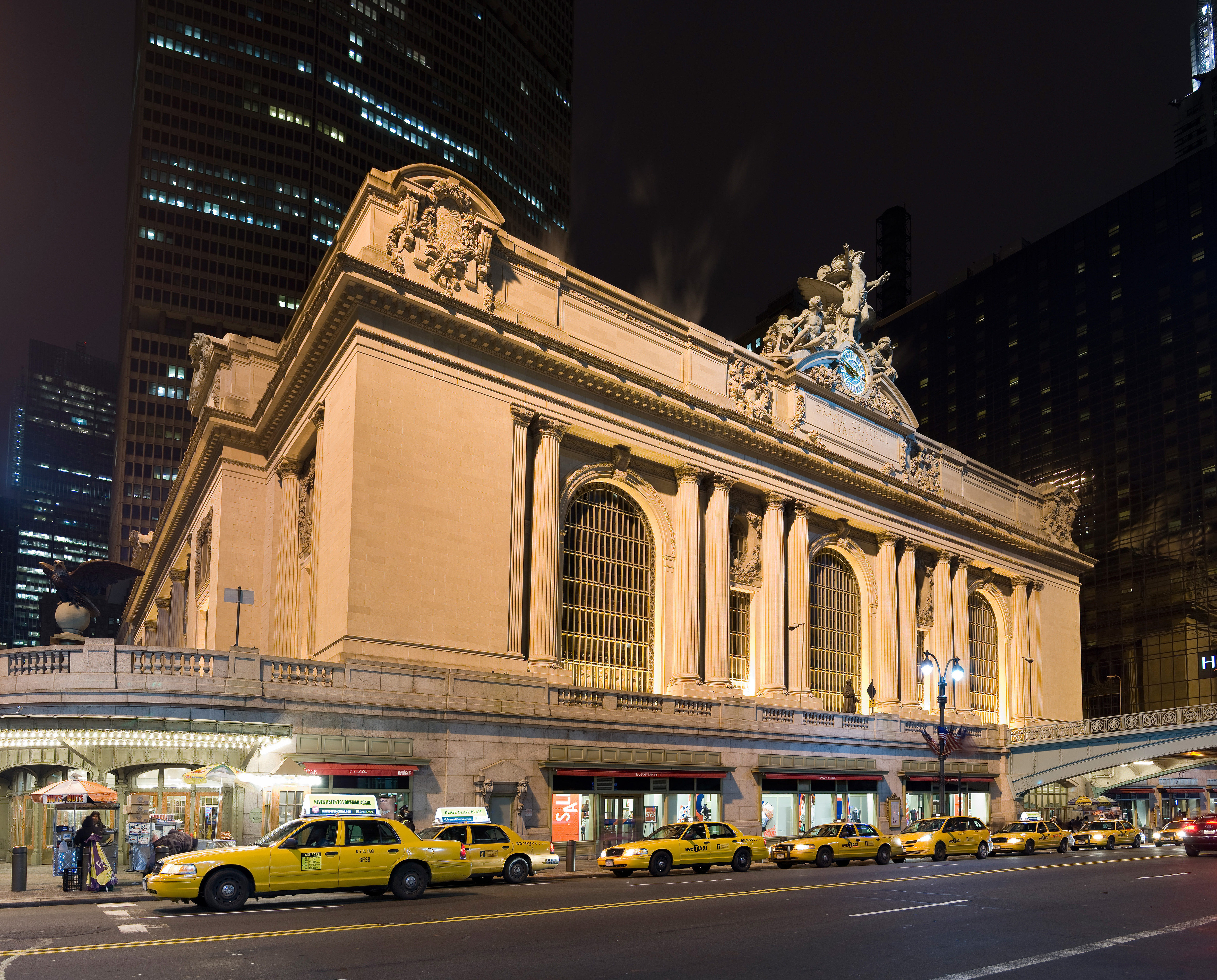
Grand Central Terminal (1913), New York
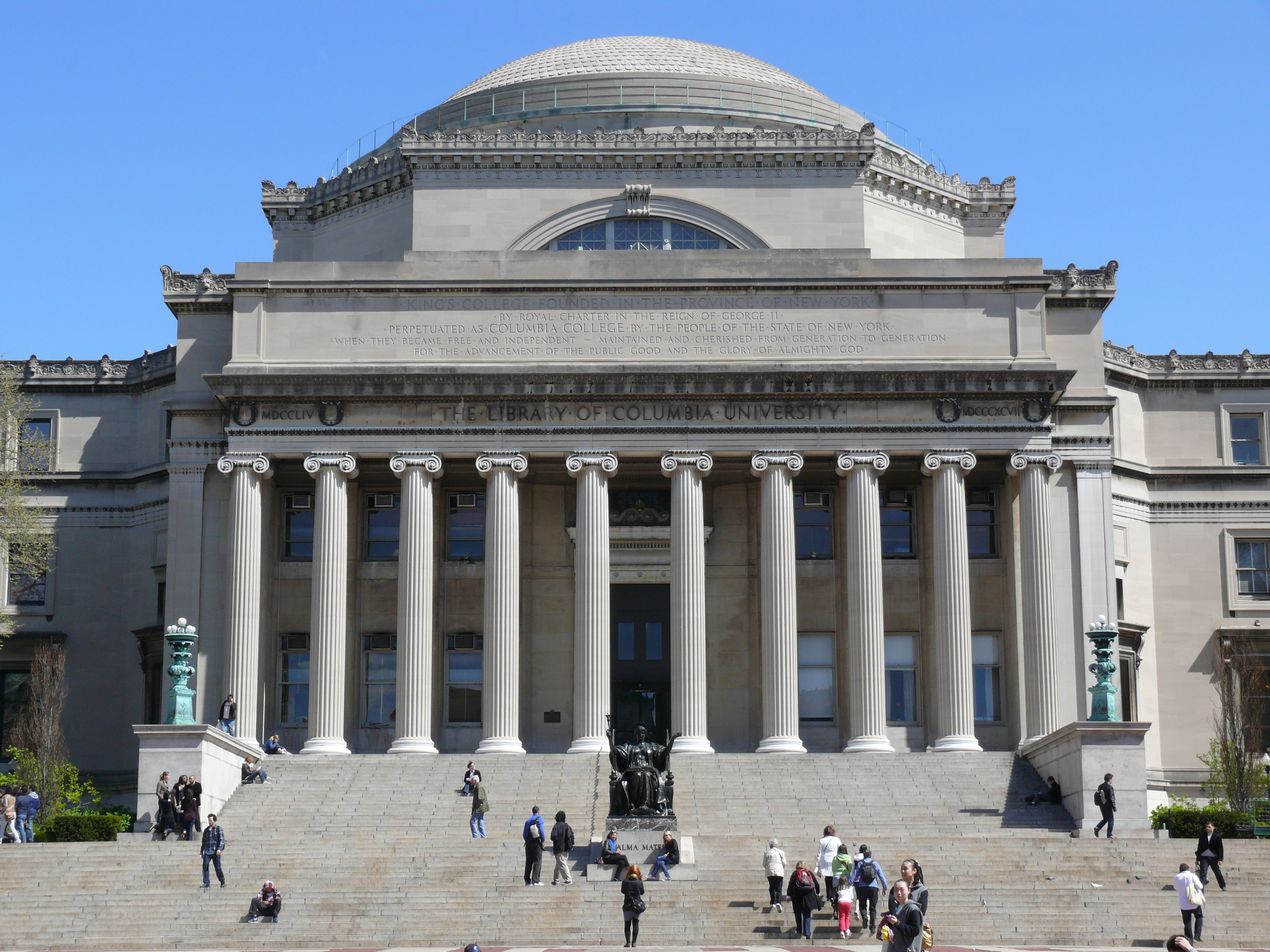
Low Memorial Library na Columbia University de Charles Follen McKim (1895)
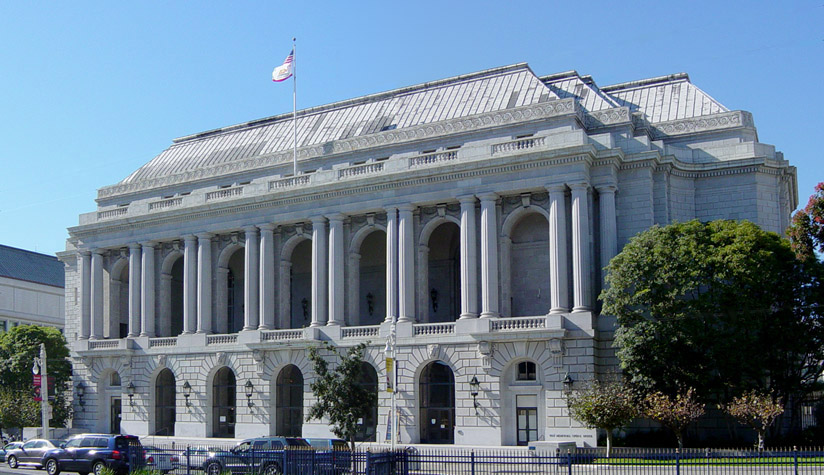
O San Francisco War Memorial Opera House de Arthur Brown Jr. (1932)
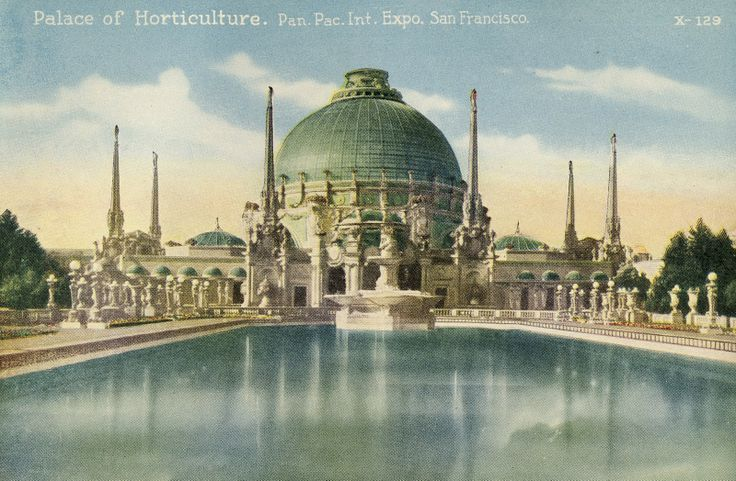
O Palace of Horticulture na Panama–Pacific International Exposition em San Francisco de Arthur Brown Jr. (1915 demolido em 1916)
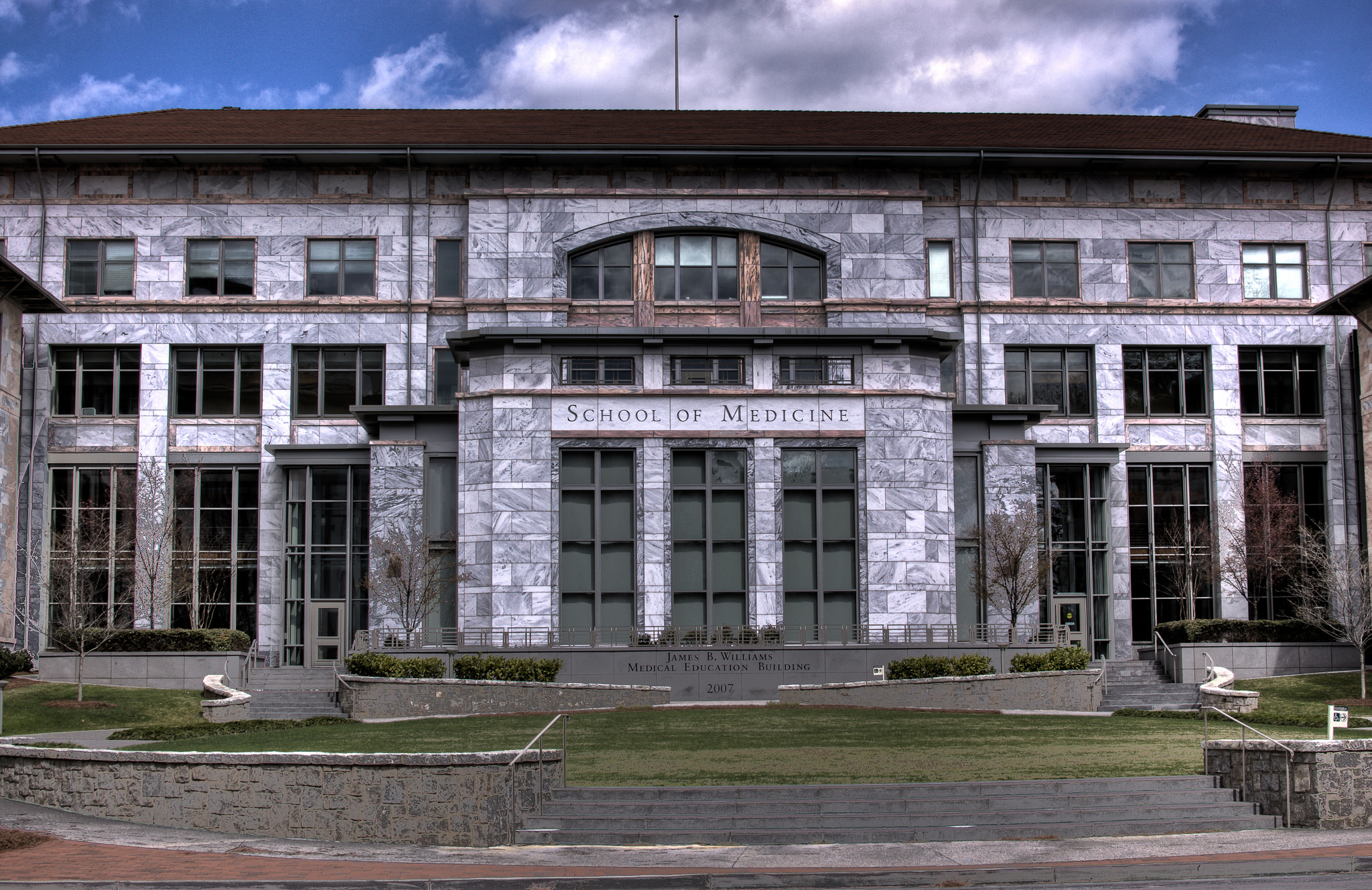
O Emory University School of Medicine no campus da Emory University em Atlanta, Geogia.
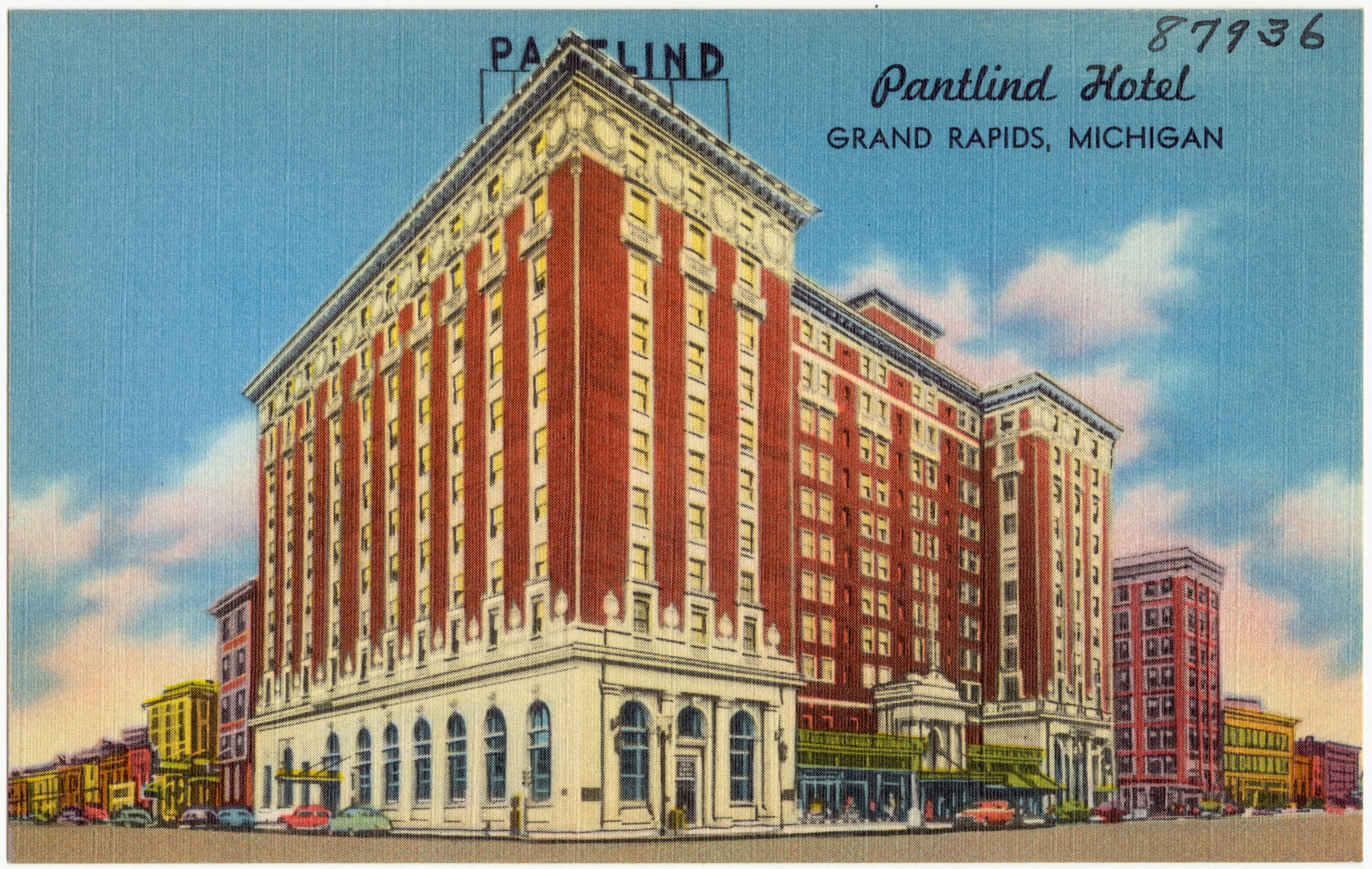
The Pantlind Hotel, atualmente o Amway Grand Plaza Hotel em Grand Rapids, Michigan, foi projetado por Warren e Wetmore . Quando concluído em 1913, o Pantlind Hotel apresentava um dos maiores tetos em folha de ouro do mundo.

### Canadá

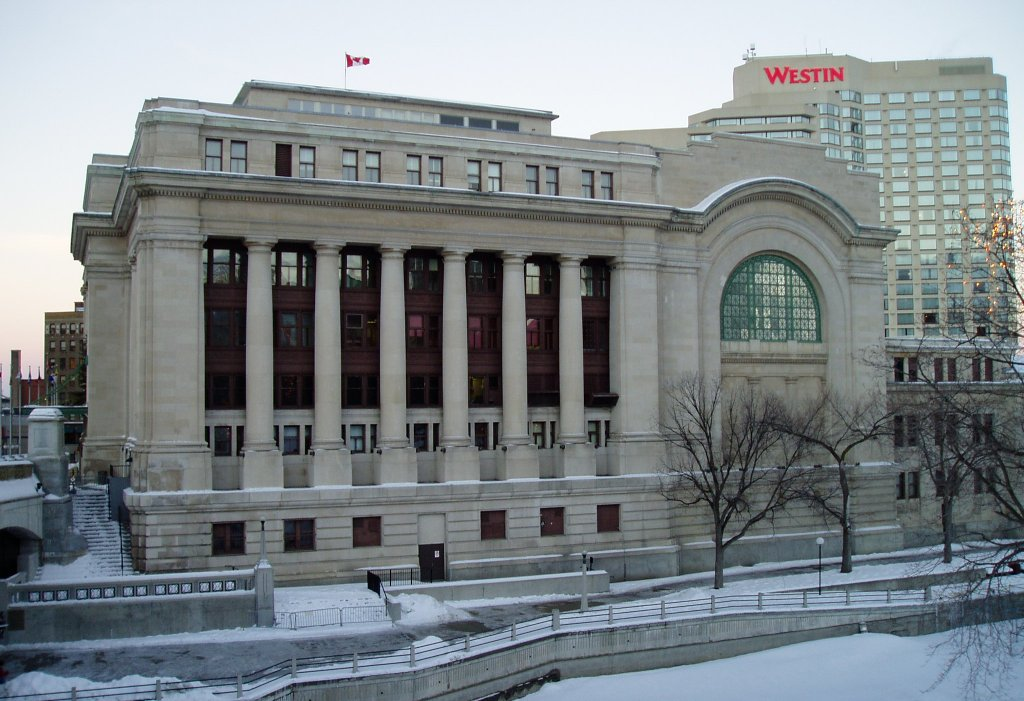
Centro de Conferências Governamentais, Ottawa
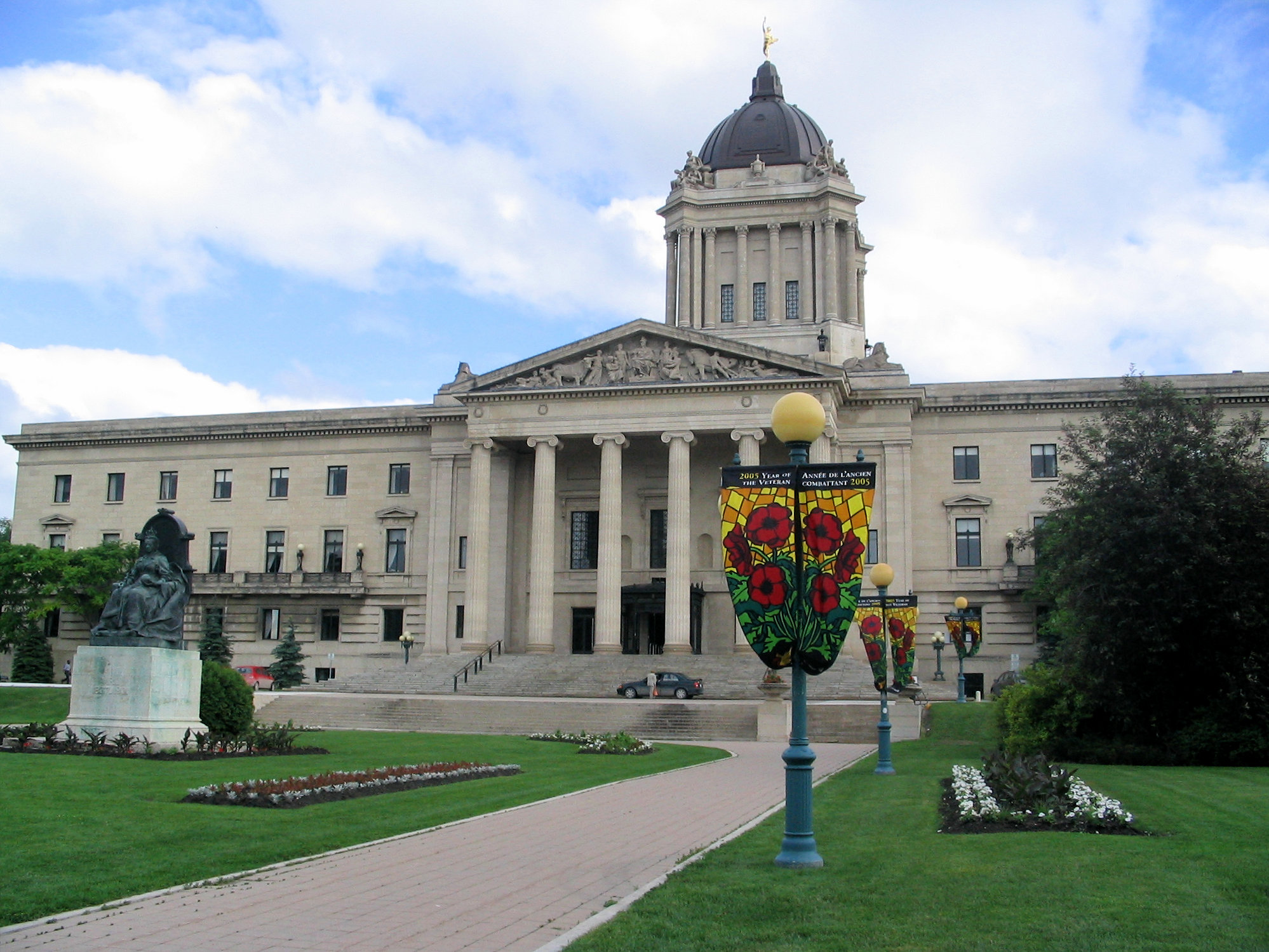
Edifício Legislativo de Manitoba, Winnipeg

### Espanha

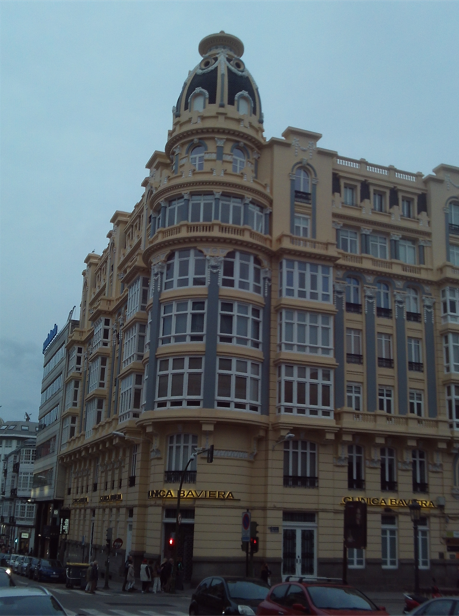
Casa Cortés, (Corunha), (Galícia), (Espanha)